# Алёна Коган
Алёна Ко́ган (имя при рождении Коган Елена Николаевна,  в замужестве Борисова; 13 августа 1965, Горький, СССР) - современный российский художник, скульптор, режиссер, педагог. Автор крупноформатных арт-объектов и тотальных инсталляций в жанре site-specific.

## Биография
Родилась 13 августа 1965 года в СССР в  городе Горьком в семье математиков-преподавателей первого в СССР факультета Вычислительной Математики и Кибернетики(ВМК) Горьковского государственного университета им Лобачевского.
В 1982 году, окончив школу с золотой медалью, поступила в Горьковский Государственный университет, который окончила с отличием в 1987году по специальности прикладная математика.
Еще в университете увлеклась историей искусства и культуры, посещала популярные лекции, философские диспуты, художественные студии. После окончания учебы в 1987 году переехала в Москву, где в течение года продолжила искусствоведческое образование и подготовку к экзаменам в Академию Художеств.
В декабре 1988 года  переехала в Ленинград, где по сентябрь 1991 обучалась в различных художественных студиях, вольнослушателем в Академии Художеств и Ленинградском Высшем Художественно-промышленном  Училище имени Мухиной.
В 1991 году поступила в ЛВХПУ им. Мухиной. В 1997 году окончила факультет монументально-декоративного искусства в СПбГХПА им. Штиглица (бывшая ЛВХПУ им Мухиной)

## Карьера и творчество
С 1998 год - Член Союза Художников России.  В 1998-1999 годах- стипендиат Министерства Культуры России.
2010 - 2015 гг. - работала доцентом кафедры реставрации и экспертизы объектов культурного наследия Санкт-Петербургского государственного университета культуры и искусств.
2015 - 2020  -  работала художником в SnowShow Вячеслава Полунина.
С 2000 года работает в жанре сайт - специфик, тотальной инсталляции и  пространственного перформанса.
В центре творчества художника - масштабные арт-объекты и «тотальные» инсталляции с использованием различных  материалов. Все её работы созданы в жанре site-specific для определенной среды, с учетом особенностей окружающей архитектуры и ландшафта Тема творческого эксперимента художника не только соответствие скульптуры или инсталляции определенному месту. В основе исследования - вопрос взаимодействия человека и объекта. Человек не просто созерцает объект, он прикасается к нему, входит в него, он сам становится частью инсталляции.
Одной из базовых идей творчества художника является недолговечность ее произведений. Инсталляция вторгается в окружающий мир, меняет его и изменяется сама. Художественная работа, возникая в привычном для людей пространстве ограниченный период времени, не только оставляет воспоминание о событии но и формирует новые смыслы.
Работы художника экспонировались на крупных европейских фестивалях и выставках в Германии, Нидерландах, Франции. В России инсталляции художника были представлены в Русском музее, Музее стрит-арта, Центре Михаила Шемякина, на международном Дягилевском фестивале. 

## Работы
- "Память Полёт Победа"[4], кинетическая сайт-специфк инсталляция, автор инсталляции - Алена Коган, композитор - Руслан Шафиков. Россия, Санкт-Петербург, Музей искусства Санкт-Петербурга XX-XXI веков, 2025. [5][6][7]
- "Щелкунчик", сценография спектакля, художник-постановщик - Алёна Коган, дирижёр - Иван Рудин, хореограф-постановщик - Владимир Варнава, драматург - Валерий Печейкин, режиссёр-Дмитрий Пуговкин, видеохудожник - Илья Старилов, художник по свету Александр Романов. Россия, Москва, Концертный зал Зарядье, 2024.
- «Облачное хранилище / Архитектура», тотальная сайт-специфик инсталляция, Алена Коган-автор инсталляции, режиссер перформанса, Кирилл Нулевой-пластический перформанс, группа «Колибри» ,Инна Волкова, продюсер Денис Рубин, исполнительный продюсер Ольга Попова. Россия, Москва, Выставочный фонд Чеглакова, 2023.
- «(к)Вантовая теория / Интервенция", тотальная сайт-специфик инсталляция, в хореографической постановке Владимира Варнавы «Единство Материала»[8], автор инсталляции и художник-постановщик - Алена Коган, хореограф - Владимир Варнава, композитор - Денис Антонов, художники - Аврора Жуковская, Кирилл Спасков, свет - Александр Голубев, танцовщики  - Varnavadans, куратор  - Татьяна Гетман.  Россия, Санкт-Петербург, СПбГХПА им барона Штиглица 2023.
- «Трансфигурация»[9], перформативная кинетическая плавающая инсталляция, автор - режиссер и художник Алена Коган, продюсер Ivana Steinigkh. Нидерланды, Хертогенбосх, Bosch Parade, 2022г.
- «Счастья нет», визуальный спектакль (перформативное шоу)[10] по альбому группы "Колибри", Алена Коган - художник-постановщик, группа "Колибри" - музыка и вдохновение, Кирилл Нулевой - перформер, Иван Максимов - перформер, художник, Олег Михайлов - видеохудожник, Юрий Галкин - художник по свету, Александра Баширова - перформер, Инна Волкова и Денис Рубин - продюсеры. Россия, Москва, ДК "Рассвет", 2021.
- «Победа над Левиафаном»[11], перформативная инсталляция Bosch Parade festival, Holland, Hertogenbosch, 2019.
- «Линия Движения», перформативно-пространственная инсталляция, Фестиваль «Формы Танца»[12],  Новая сцена Александринского  театра, Санкт-Петербург, 2019.
- «Экспериментальное подтверждение теории струн», комплекс тотальных сайт - специфик инсталляций, проект визуального сопровождения Дягилевского фестиваля, автор и художник - Алена Коган, свет - Вадим Гололобов, продюсер - Лиза Савина. Россия, Пермь, 2018[13][14].
- «Схема рождения нового мира», тотальная инсталляция, Россия, Санкт-Петербург, 2017[15].
- «Сон о действительном конце русского  авангарда», перформативно-пространственная инсталляция, автор - режиссёр Алёна Коган, концепция - Алёна Коган и Данил  Вачегин, свет - Вадим  Гололобов.  Фестиваль «Ночь света в Гатчине»  Россия, Санкт-Петербург, 2017[16][17].
- «Парус-Крыло», кинетическая  сайт-специфк инсталляция, France, арт-лаборатория Вячеслава Полунина, Le Moulin Jaune, 2016.
- «Чёрное крыло», кинетическая  сайт-специфк инсталляция, France, арт-лаборатория Вячеслава Полунина, Le Moulin Jaune, 2016.
- «Крылья/Падение» тотальная сайт-специфик инсталляция «Крылья/ Падение», 14х28х6 м, Германия, Бюдельсдорф, проект NordArt, 2016.
- «Морская  раковина/ Трилобит», сайт-специфик инсталляция, проект Garden Etretat, France, Etretat, 2016[18].
- «Облачное  хранилище», сайт-специфик инсталляция. Росиия, Санкт Петербург, музей Стрит Арта, 2015[19][20].

## Признание и награды
- 1998     Стипендия Министерства Культуры России.

- 1998     Лауреат международного фестиваля «Мастер-класс. Санкт-Петербург»

- 2011     Диплом СХ России.

- 2012     Диплом победителя творческого конкурса женщин-художников России.

- 2013     Нагрудный знак и почетная грамота за личный вклад в развитие  Санкт Петербургского  университета культуры.

- 2014     Серебряная медаль Санкт-Петербургского творческого союза художников IFA за вклад в культуру.

- 2016     Лауреат международного конкурса NordArt (Германия, Бюдельсдорф)

- 2020     Лауреат международного конкурса «Itsliquid international contest 7th edition», (Великобритания, Лондон)